# Lhotsko
Lhotsko település Csehországban, a Zlíni járásban. Lhotsko Vizovice, Újezd és Bratřejov településekkel határos. Lakosainak száma 303 fő (2024. január 1.).

## Népesség
A település lakosságának változását az alábbi diagram mutatja:
| Lakosok száma | 171  | 196  | 229  | 258  | 247  | 248  | 266  | 275  | 248  | 303  |
|               | 1869 | 1900 | 1921 | 1961 | 1980 | 2011 | 2016 | 2019 | 2021 | 2024 |